# Raro!
Raro! (с итал. — «Редкость!») — итальянский музыкальный журнал, выходивший с 1987 по 2013 годы. 

## История
Raro! был основан в 1987 году Андреа Тинари и Роберто Руджери. По факту публикация журнала была начата только в следующем году, в 1987 был опубликован номинальный № 0, на обложке которого была помещена Мина, и который распространялся только в музыкальных магазинах. Следующие выпуски можно было найти в продаже в любом киоске с печатной продукцией.
В основном журнал был сосредоточен на ретроспективе, публиковалась информация о ранних работах популярных артистов (как итальянских, так и зарубежных), подробно разбиралась их дискографии, были заметки о редких и коллекционных изданиях. Также в журнале публиковались обзоры на недавно вышедшие альбомы, синглы, книги, видео и интервью. Помимо прочего существовала обратная связь с читателями. Позже также была введена рубрика о кино.
На протяжении многих лет в журнале публиковались ведущие специалисты итальянской музыки: Фернандо Фратарканджели (с 1999 — главный редактор), Дарио Сальваторе, Массимилиано Кане, Итало Ноччи, Алессандро Помпони, Энцо Джаннелли, Серджо Манчинелли, Франко Сеттима, Андреа Тинари, Сусанна Буффа и многие другие.
В 2007 году по случаю двадцатилетия с момента создания журнала, был опубликован справочник «Raro! Discografia italiana 2006-2007», в котором присутствовали все дискографии итальянских артистов, начиная с сороковых годов.
Журнал был закрыт в марте 2013 года 252 выпуска. После этого Фернандо Фратарканджели, директор, основал новый журнал Raropiù со схожей тематикой.

## Raro! Records
На протяжении многих лет под эгидой Raro! издавались (в основном ограниченным тиражом) переиздания раритетных пластинок (альбомов, сборников, синглов) итальянских артистов, в основном из каталога RCA Italiana. Среди прочих: Il re del castello Il Balletto di Bronzo, Donna Plautilla Banco del Mutuo Soccorso, Matteo Риккардо Фольи, Theorius Campus Антонелло Вендитти и Франческо Де Грегори, Il mio canto libero Лучио Баттисти, No! Mamma, no! Ренато Дзеро, Tintarella di luna Мины, бокс-сеты с синглами Патти Право и множество других. 